# ياخروما
ياخروما (بالروسية: Яхрома) هي إحدى مدن روسيا في الكيان الفدرالي الروسي موسكو أوبلاست.